# Gabriel Squella Rossiñol
Gabriel de Squella i Rossinyol de Zangranada Martorell i Descaller (Ciutadella, Menorca 25 de gener de 1889 - ?) fou un advocat, polític i aristòcrata menorquí, diputat a les Corts Espanyoles durant la restauració borbònica.

## Biografia
Marquès de Menas Albas per matrimoni en 1916 amb María de las Mercedes Martorell y Téllez-Girón i segona fortuna de l'illa de Menorca pel que fa a possessió de terres (2.361 hectàrees).
Fou diputat del Partit Conservador pel districte de Maó a les eleccions generals espanyoles de 1914 i pel de Segòvia a les de 1920. Fou pare de Ricardo Squella Martorell.